# Красносельская, Татьяна Абрамовна

Татьяна Абрамовна Красносельская (Красносельская-Максимова; 1 января 1884 — 17 февраля 1950) — советский учёный-микробиолог, ботаник и физиолог, специалист по физиологии растений, профессор, переводчик книги «Происхождение видов» Ч. Дарвина.

## Биография
Дочь банкира. Выпускница санкт-петербургской Литейной женской гимназии. Преподавала на Высших женских (Бестужевских) курсах в Санкт-Петербурге (1915—1918). Работала научным сотрудником Тифлисского ботанического сада. Первым браком была замужем за ботаником Н. А. Максимовым.
Профессор (1934), доктор биологических наук (февраль 1935).
Арестовывалась органами НКВД. В апреле 1935 года выслана из Ленинграда в Саратов, где была назначена профессором и заведующей кафедрой физиологии и микробиологии Саратовского сельскохозяйственного института. В 1938 году вышла замуж за физиолога растений, академика АН СССР А. А. Рихтера и получила разрешение поселиться в Москве.
В 1938—1941 и 1947—1948 годах заведовала кафедрой ботаники Московского педагогического института. Во время Великой Отечественной войны работала в эвакуации, награждена медалью «За доблестный труд».
Соратник Николая Вавилова. Известны письма Вавилова к Красносельской-Максимовой по поводу издания в СССР книг Дарвина.

## Научные труды
- Сказкин Ф .Д., Ловчиновская Е. И, Красносельская Т. А. Практикум по физиологии растений. — М.: Сов. наука, 1948. — 378 с.
- Усовский Б. Н., Геминова Н. В., Красносельская Т.А. Англо-русский сельскохозяйственный словарь. — М.: Гостехиздат, 1956. — 532 с.

## Под редакцией Т. А. Красносельской
- Цвет М. С. Хроматографический адсорбционный анализ. Избранные работы. Под редакцией А. А. Рихтера и Т. А. Красносельской. М.: Издательство Академии Наук СССР, 1946.